# Kenta Tokushige
Kenta Tokushige (徳重 健太?, Tokushige Kenta; Kagoshima, 9 marzo 1984) è un calciatore giapponese, di ruolo portiere dell'Ehime.

## Biografia
Già ai tempi del liceo come giocatore aveva iniziato a mettersi in mostra, giocando nella squadra del liceo Kunimi della prefettura di Nagasaki, la cui squadra è tra le più rinomate del paese, facendo squadra con Yoshito Ōkubo (anche lui futuro calciatore professionista) vincendo per due anni di seguito la Winter Kokuritsu, il più ambito trofeo del calcio liceale giapponese, proprio le prestazioni di Tokushige gli hanno permesso di ottenere la convocazione nelle nazionali giovanili.

## Carriera

### Club

#### Urawa Red Diamonds e Cerezo Osaka
Tokushige inizia la carriera agonistica nell'Urawa Red Diamonds, sodalizio per cui non gioca alcun incontro ufficiale, che lo cede in prestito al Cerezo Osaka nell'ottobre 2004. Con il club di Osaka gioca un solo incontro nella J. League Division 1 2004 vincendo per 2-1 contro lo Shimizu S-Pulse. Ritorna nel 2005 ai Reds che però non lo schierano in campo.

#### Vissel Kobe
A partire dal 2005 gioca per il Vissel Kobe, gioca solo quattro partite nella sua prima stagione, tutte concluse con una sconfitta, è stato difficile trovare spazio come titolare dato che venivano preferiti a lui altri portieri come Makoto Kakegawa, Seiji Honda e Tatsuya Enomoto. È solo nel 2010 che ottiene il titolo di primo portiere della squadra, mantenendo la posizione fino al 2012, nelle stagioni successive partecipa sempre più raramente lasciando il posto a Kim Seung-gyu e Kaito Yamamoto.

#### V-Varen Nagasaki e Ehime FC
Nel 2018 gioca per il V-Varen Nagasaki, che però retrocede in seconda divisione come ultima classificata, la J2 League dove Tokushige mantiene la posizione di portiere titolare tranne che per la sua ultima stagione in squadra, quella del 2021 nella quale è stato convocato per poche partite, infatti Masaya Tomizawa lo sostituisce. Entra nel 2022 nella squadra dell'Ehime FC nella terza divisione, la J3 League.

### Nazionale
Viene convocato per giocare con la Nazionale Under-17 al mondiale giovanile Trinidad e Tobago 2001, giocando come titolare in tutte e tre le partite. Partecipa con la Nazionale Under-20 all'edizione 2003 del Torneo di Tolone, il Giappone è stata l'unica squadra che ha battuto il Portogallo per 1-0, Tokushige al 74º minuto para un tiro di Cristiano Ronaldo.